# 乾燒明蝦
乾燒明蝦是一道傳統的四川菜和上海菜（海派川菜）。雖然名字裡面有明蝦這兩個字，但其實用蝦球、蝦仁做這道菜的也不在少數。此外，這道菜也同時是一道日式中華料理，在日本各地和中華街都可以見到。
在日本，这道菜称为“エビチリ”（“辣椒虾”），在韩国则称为“깐쇼새우”（“干烧”的音译加上“虾”的韩语固有词）。

## 由來
四川菜的「乾燒明蝦」使用豆瓣醬。上海菜的乾燒明蝦則使用大量的美乃滋和蕃茄，不放任何辣椒、辣油等辛辣調味料。
現在最知名的乾燒明蝦並不是在中國本土，而是在日本。因為日本電視節目的中華料理人——陳建民在節目上表演的菜色，而影響到日本社會的大街小巷。当時是陳建民為了防止日本人覺得四川原版的豆瓣醬太過辛辣，特地加入蕃茄醬、高湯、雞蛋來抑制辣味，並且因為日本很多家庭沒有中華炒菜鍋，所以特地採用了用小型平底鍋也能做好的方法。現在日本人所吃的是陳建民到晚年都在一步步改良中的產品，直到他的兒子陳建一時才最終定型，和原本的中式乾燒明蝦可謂完全不同。
由於酸酸甜甜的滋味非常好吃，有點辣、又不太辣的感覺完全迎合了日本人的口味，所以在日本的普通傢庭中大受歡迎；而且在日本海鮮的價格遠遠低於中國，造成這道中國家常菜在日本比在中國更出名。另外，日本的「即食食品」產業中，因為乾燒明蝦的受歡迎，也創造出了很多方便、一加熱就可以食用的商品，大大普及了市場的佔有率和知名度。現在在日本，這是一道無人不知無人不曉得、作為日式中華料理代表食物。

## 作法
簡單來說，用大量的油把鮮蝦翻炒、用市面上販賣的『乾燒明蝦醬』放進去，蓋在白飯上就完成了。但是可以根據各種各樣的場合自由變化。

陳建一最後研究出來的做法為以下的樣子：
- 下捏（用麵粉沾上蝦仁、用手輕輕拍打、製造出彈性口感）

1. 大蔥・生薑・大蒜切成細歲的小塊。大蔥是最後使用的，做完以後把這些材料直接放在一邊。
2. 剝去蝦子背面的泥線，用少量鹽輕柔它，再整個把沾有麵粉和鹽的蝦仁洗乾淨，就能出現透明、粉嫩的色澤。
3. 打碎雞蛋，蛋黃和蛋清分開來。

- 料理法

1. 等蝦子脫水乾淨，把蛋白、片栗粉、酒、鹽、胡椒一起攪拌。
2. 把蝦仁過一遍油，用輕量的火、把蝦仁在油鍋裡面滾一次。
3. 製作醬汁。把大蒜、生薑、豆瓣醬用弱火炒，等出現了非常多的爆香味，再把蕃茄醬加入。再炒一下，直到熱到冒出了氣泡，加高湯、酒、胡椒，然後收乾一點即可。
4. 炒蝦子，加大蔥。在這裡，加入蛋黄，並且撒一手麵粉進去。因為蝦子會很快變硬，所以動作要快一些。
5. 最後把醬汁倒入蝦子里，收乾、吸汁，做好以後加入淋上辣油就完成了。

## 外部連結
- きょうの料理　陳建一のえびのチリソース （页面存档备份，存于）
- 干烧虾仁的做法 - 美食天下 （页面存档备份，存于）